# Pycnothelia
Pycnothelia is een geslacht van korstmossen behorend tot de familie Cladoniaceae. 

## Soorten
Volgens Index Fungorum bevat het geslacht acht soorten (peildatum december 2021):
| Soortnaam                               | Auteur(s)                | Publicatiejaar |
| --------------------------------------- | ------------------------ | -------------- |
| Pycnothelia apoda                       | (Nyl.) Nyl.              | 1878           |
| Pycnothelia caliginosa                  | D.J. Galloway & P. James | 1987           |
| Pycnothelia cladinoides                 | Nyl.                     | 1892           |
| Pycnothelia mascarena                   | (Nyl.) Nyl. ex Leight.   | 1866           |
| Pycnothelia muricata                    | (Laurer) Rabenh.         | 1845           |
| Pycnothelia papillaria (Rijstkorrelmos) | L.M. Dufour              | 1821           |
| Pycnothelia scolecina                   | (Ach.) Tuck.             | 1840           |
| Pycnothelia vermicularis                | (Sw.) Dufour             | 1821           |